# Exocentrus celebicus
Exocentrus celebicus là một loài bọ cánh cứng trong họ Cerambycidae.